# جیمز هنری بریستد
جیمز هنری بریستد (به انگلیسی: James Henry Breasted) (زاده ۲۷ اوت ۱۸۶۵–۲ دسامبر ۱۹۳۵) باستان‌شناس و تاریخدان آمریکایی بود. بعد از گرفتن مدرک دکترایش از دانشگاه برلین در ۱۸۹۴، به عضویت هیئت علمی دانشگاه شیکاگو درآمد. در ۱۹۰۱ او مدیر موزه خاورشناسی Haskell در دانشگاه شیکاگو شد، که در آنجا او به پژوهش متمرکز بر مصر ادامه داد. در ۱۹۰۵ او به سمت استاد مصرشناسی (که اولین کرسی مصرشناسی و تاریخ شرق در ایالات متحده بود) نایل شد. او در ۱۹۱۹ بنیانگذار مؤسسه شرقشناسی دانشگاه شیکاگو شد.

## خانواده
در ۱۸۹۴، بریستد با فرانسس هارت، ازدواج کرد. هارت و خواهرش، همزمان در آلمان، مشغول یادگیری زبان آلمانی و یادگیری موسیقی بودند. این زوج ماه عسلشان را در مصر گذراندند. هارت ۴ دهه بعد، در ۱۹۳۴ درگذشت. بریستد سپس با یکی از خواهران فرانسس هارت، ازدواج کرد.

## آثار
- A History of Egypt from the Earliest Times to the Persian Conquest. New York: Charles Scribner's Sons. 1905.
- A history of the ancient Egyptians, James Breasted, New York Charles Scribner's Sons, 1908
- Ancient Records of Egypt: Historical Documents from the Earliest Times to the Persian Conquest, collected, edited, and translated, with Commentary. Chicago: University of Chicago Press. 1906–1907.
- Development of Religion and Thought in Ancient Egypt: Lectures delivered on the Morse Foundation at Union Theological Seminary. New York: Charles Scribner's Sons. 1912.
- Ancient Times — A History of the Early World. Boston: The Athenæum Press. 1916.
- Survey of the Ancient World. Boston: The Athenæum Press. 1919.
- Oriental Forerunners of Byzantine Painting (University of Chicago Oriental Institute Publications; ۱). Chicago: University of Chicago Press. 1924.
- The Conquest of Civilization. New York; London: Harper and Brothers. 1926.
- The Dawn of Conscience. New York: Charles Scribner's Sons. 1933.
- Ancient Times — A History of the Early World (Second Revised & Largely Rewritten ed.). Boston: The Athenæum Press. 1935.